# Gerze (Sinop)
Pour les articles homonymes, voir Gerze.

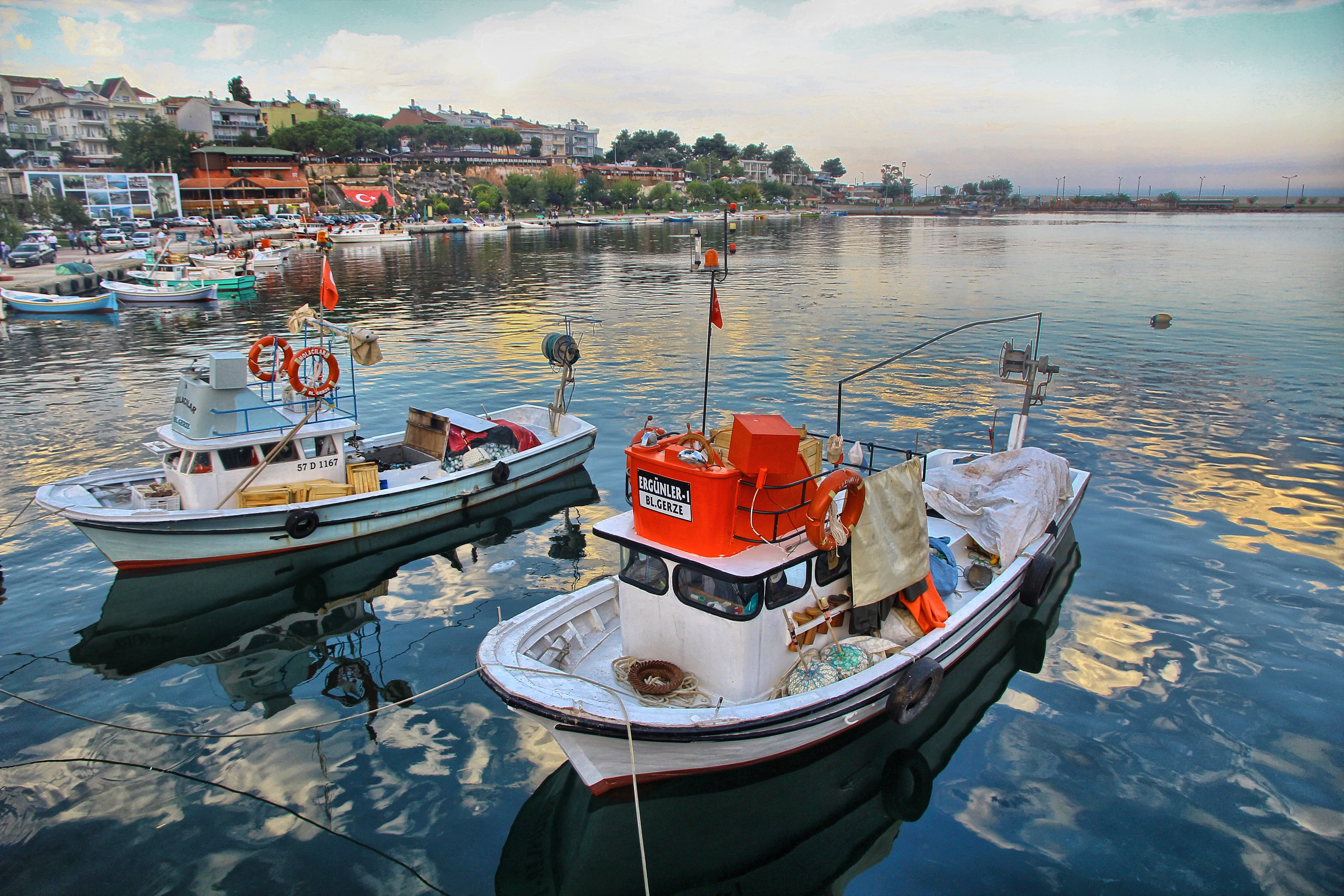
Gerze

Gerze est une ville et un district de la province de Sinop dans la région de la mer Noire en Turquie.